# Imants Lešinskis
Imants Lešinskis (nascido em 1935) foi um ex-agente da KGB da Letónia e agente duplo da CIA que desertou da União Soviética para os Estados Unidos em 1978 enquanto trabalhava para as Nações Unidas na cidade de Nova York. A sua filha, Ieva Lešinska, que desertou com ele enquanto visitava Lešinskis nos Estados Unidos, fez um filme sobre o relacionamento dela com o pai chamado My Father the Spy. O seu trabalho consistia principalmente em denunciar e difamar os letões, internamente e no exterior, considerados anti-soviéticos.